# 福建后棱蛇
福建后棱蛇（学名：Opisthotropis maxwelli）为游蛇科后棱蛇属的爬行动物。在中国大陆，分布于福建、江西、广东、广西等地，生活习性为半水生。其常见于高山山溪中以及潜伏岩石下。该物种的模式产地在福建南部。

## 保护
本种于2023年被收录入《有重要生态、科学、社会价值的陆生野生动物名录》。